# Pseudoathyreus freyi
Pseudoathyreus freyi is een keversoort uit de familie cognackevers (Bolboceratidae). De wetenschappelijke naam van de soort werd in 1957 gepubliceerd door Gomes Alves.